# 5000

5000(오천)은 4999보다 크고 5001보다 작은 자연수다.

## 수학적 특징
- 합성수로, 그 약수는 총 20개다. (1, 2, 4, 5, 8, 10, 20, 25, 40, 50, 100, 125, 200, 250, 500, 625, 1000, 1250, 2500, 5000)
  - 5000의 진약수의 합은 6715이므로, 5000은 과잉수다.
- 39번째 아킬레스 수다. 앞의 아킬레스 수는 4608, 다음은 5292이다.
- {\displaystyle 5000=10^{2}+70^{2}=34^{2}+62^{2}}
  - 서로 다른 두 자연수의 제곱합으로 나타내는 방법이 두 가지인 수다.
- {\displaystyle 5000={\frac {1}{2}}\times 10^{4}}
- {\displaystyle 57^{20}-1}은 5000으로 나누어떨어진다.

## 5000 이상 6000 미만의 주요 자연수

### 5001~5099
- 5001 = 3×1667
- 5003: 670번째 소수, 116번째 소피 제르맹 소수(↔ 10,007).
- 5005 = 5×7×11×13
  - 회문수, 연속하는 네 소수의 곱, 연속하는 두 사각뿔수(55, 91)의 곱.
- 5009: 671번째 소수.
- 5011: 672번째 소수.
- 5016: 18번째 칠각뿔수.
- 5017: 58번째 오각수.
- 5018: 10번째 섹시 소수쌍(47, 53)의 제곱합.
- 5020: 5564와 친화수.
- 5021: 673번째 소수, 122번째 슈퍼 소수.
- 5023: 674번째 소수.
- 5039: 675번째 소수, 팩토리얼 소수, 117번째 소피 제르맹 소수(↔ 10,079).
- 5040 = 24×32×5×7 = 7!, 19번째 고도 합성수.
  - 연속하는 두 짝수(70, 72)의 곱, 7부터 10까지 연속하는 네 자연수의 곱.
- 5041 = 712, 36번째 중심있는 팔각수.
- 5045 = 5×1009
  - 서로 다른 두 소수(2, 71)의 제곱합으로 나타낼 수 있는 59번째 반소수.
- 5049 = 33×11×17
- 5050: 100번째 삼각수, 13번째 카프리카 수.
  - {\displaystyle 5050^{2}=25502500}이며, {\displaystyle 2550+2500=5050}이므로 5050은 카프리카 수다.
- 5051: 676번째 소수, 118번째 소피 제르맹 소수(↔ 10,103).
- 5059: 677번째 소수, 123번째 슈퍼 소수.
- 5076: 36번째 십각수.
- 5077: 678번째 소수.
- 5081: 679번째 소수, 119번째 소피 제르맹 소수(↔ 10,163).
- 5082 = 2×3×7×112
- 5083: 34번째 십일각수, 13번째 이십면체수.
- 5084 = 22×31×41
- 5087: 680번째 소수, 73번째 안전 소수(↔ 2543).
- 5090: 연속하는 두 개의 중심있는 육각수(37, 61)의 제곱합.
- 5099: 681번째 소수, 74번째 안전 소수(↔ 2549).

### 5100~5199
- 5101: 682번째 소수, 51번째 중심있는 사각수.
- 5107: 683번째 소수, 124번째 슈퍼 소수.
- 5110: 평년 14년의 날짜.
- 5112: 연속하는 두 자연수(71, 72)의 곱.
- 5113: 684번째 소수.
- 5119: 685번째 소수.
- 5120 = 210×5
  - {\displaystyle 5120=32^{2}+64^{2}}
- 5121 = 32×569
- 5134: 59번째 중심있는 삼각수.
- 5143: 1402번째 반소수.
  - {\displaystyle 5143\approx 10^{2}\times {\frac {360}{7}}}
- 5147: 686번째 소수.
- 5148: 연속하는 두 삼각수(66, 78)의 곱.
- 5150 = 2×52×103
- 5151: 101번째 삼각수.
- 5153: 687번째 소수.
- 5167: 688번째 소수, 42번째 중심있는 육각수.
  - cuban prime of the form x = y + 1
- 5171: 689번째 소수, 120번째 소피 제르맹 소수(↔ 10,343).
- 5176: 46번째 중심있는 오각수.
- 5179: 690번째 소수.
- 5183: 연속하는 두 소수 및 홀수(71, 73)의 곱.
- 5184 = 26×34 = 722
- 5186: φ(5186) = 2592
- 5187: φ(5187) = 2592
- 5188: 39번째 중심있는 칠각수.
  - φ(5189) = 2592
- 5189: 691번째 소수, 125번째 슈퍼 소수.
- 5192: 59번째 오각수.
- 5197: 692번째 소수.

### 5200~5299
- 5208: 42번째 팔각수.
- 5209: 693번째 소수.
- 5221: 46번째 칠각수.
- 5226: 39번째 구각수, 26번째 십팔각수.
- 5227: 694번째 소수.
- 5231: 695번째 소수, 121번째 소피 제르맹 소수(↔ 10,463).
- 5233: 696번째 소수.
- 5237: 697번째 소수.
- 5244 = 22×3×19×23
  - 5244 = 222 + 232 + ... + 292 = 202 + 212 + ... + 282
- 5253: 102번째 삼각수.
- 5256: 연속하는 두 자연수 72, 73의 곱.
- 5261: 698번째 소수.
- 5273: 699번째 소수.
- 5279: 700번째 소수, 122번째 소피 제르맹 소수(↔ 10,559).
- 5280: 영미 단위계의 1 마일에 해당하는 피트 수.
- 5281: 701번째 소수, 126번째 슈퍼 소수.
- 5291 = 11×13×37
- 5292: 40번째 아킬레스 수, 14번째 카프리카 수.
  - {\displaystyle 5292^{2}=28005264}이며, {\displaystyle 28+5264=5292}이므로 5292는 카프리카 수다.
- 5297: 702번째 소수.
- 5299 = 7×757

### 5300~5399
- 5300: 8부터 12까지 연속하는 자연수 5개의 세제곱합.
- 5301 = 32×19×31
- 5303: 703번째 소수, 123번째 소피 제르맹 소수(↔ 10,607).
- 5305: 52번째 중심있는 사각수.
- 5307: 29번째 십오각수.
- 5309: 704번째 소수.
- 5311: 60번째 중심있는 삼각수.
- 5313: 33번째 십이각수.
- 5320: 28번째 십육각수.
- 5323: 705번째 소수.
- 5324: 41번째 아킬레스 수.
- 5328: 연속하는 두 짝수 72, 74의 곱.
- 5329 = 732, 37번째 중심있는 팔각수.
- 5333: 706번째 소수, 124번째 소피 제르맹 소수(↔ 10,667).
- 5335: n=22일 때의 마방진과 n-퀸 문제에 대한 magic constant.
- 5340: 20번째 삼십각수, 20번째 팔면체수.
- 5347: 707번째 소수.
- 5351: 708번째 소수.
- 5354 = 2×2677
  - 서로 다른 두 소수(5, 73)의 제곱합으로 나타낼 수 있는 60번째 반소수.
- 5355: 8번째 홀수 과잉수(진약수의 합: 5877).
- 5356: 103번째 삼각수.
- 5365: 37번째 십각수.
- 5370: 60번째 오각수.
- 5378 = 2×2689
  - 서로 다른 두 소수(7, 73)의 제곱합으로 나타낼 수 있는 61번째 반소수.
- 5381: 709번째 소수, 127번째 슈퍼 소수.
- 5387: 710번째 소수, 75번째 안전 소수(↔ 2693).
- 5390: 35번째 십일각수.
- 5393: 711번째 소수.
- 5399: 712번째 소수.
  - 125번째 소피 제르맹 소수(↔ 10,799), 76번째 안전 소수(↔ 2699).

### 5400~5499
- 5400: 42번째 아킬레스 수.
- 5402 = 2×37×73
  - 연속하는 두 자연수(73, 74)의 곱, 연속하는 두 개의 중심있는 사각수(41, 61)의 제곱합.
- 5406: 47번째 중심있는 오각수.
- 5407: 713번째 소수.
- 5408: 43번째 아킬레스 수.
- 5413: 714번째 소수.
- 5417: 715번째 소수.
- 5419: 716번째 소수, 43번째 중심있는 육각수.
  - cuban prime of the form x = y + 1
- 5425: 25번째 이십각수.
- 5431: 717번째 소수.
- 5437: 718번째 소수.
- 5441: 719번째 소수, 128번째 슈퍼 소수, 126번째 소피 제르맹 소수(↔ 10,883).
- 5443: 720번째 소수.
- 5449: 721번째 소수.
- 5452: 47번째 칠각수.
- 5456: 31번째 사면체수.
- 5460: 104번째 삼각수.
- 5461 = 43×127
  - 43번째 팔각수, 40번째 중심있는 칠각수, Super-Poulet number(영어판).
- 5471: 722번째 소수.
- 5475: 평년 15년의 날짜, 연속하는 두 홀수 73, 75의 곱.
- 5476 = 22×372 = 742
- 5477: 723번째 소수.
- 5479: 724번째 소수.
- 5483: 725번째 소수, 77번째 안전 소수(↔ 2741).
- 5488: 44번째 아킬레스 수.
- 5489: 32번째 케이크 수.
- 5491: 61번째 중심있는 삼각수.
- 5498 = 2×2749
  - 서로 다른 두 소수(13, 73)의 제곱합으로 나타낼 수 있는 62번째 반소수.

### 5500~5599
- 5500 = 22×53×11. 40번째 구각수.
- 5501: 726번째 소수, 127번째 소피 제르맹 소수(↔ 11,003).
- 5503: 727번째 소수, 129번째 슈퍼 소수.
- 5507: 728번째 소수, 78번째 안전 소수(↔ 2753).
- 5510: 연속하는 두 십일각수(58, 95)의 곱.
- 5513: 53번째 중심있는 사각수.
- 5519: 729번째 소수.
- 5521: 730번째 소수.
- 5525: 25번째 사각뿔수.
- 5527: 731번째 소수.
- 5530: 20번째 육각뿔수.
- 5531: 732번째 소수.
- 5536: 17번째 테트라나치 수.
- 5550: 연속하는 두 자연수 74, 75의 곱.
- 5551: 61번째 오각수.
- 5555: 회문수.
- 5557: 733번째 소수, 130번째 슈퍼 소수.
- 5563: 734번째 소수.
- 5564 = 22×13×107 5020과 친화수.
- 5565: 105번째 삼각수.
- 5566: 22번째 오각뿔수.
- 5569: 735번째 소수.
- 5573: 736번째 소수.
- 5581: 737번째 소수.
- 5591: 738번째 소수.

### 5600~5699
- 5623: 739번째 소수, 131번째 슈퍼 소수.
- 5624: 연속하는 두 짝수 74, 76의 곱.
- 5625 = 32×54 = 752, 38번째 중심있는 팔각수.
- 5639: 740번째 소수.
  - 128번째 소피 제르맹 소수(↔ 11,279), 79번째 안전 소수(↔ 2819).
- 5641: 741번째 소수, 48번째 중심있는 오각수.
- 5643: 27번째 십팔각수.
- 5644: 34번째 십이각수.
- 5647: 742번째 소수.
- 5651: 743번째 소수, 132번째 슈퍼 소수.
- 5653: 744번째 소수.
- 5657: 745번째 소수.
- 5659: 746번째 소수.
- 5662: 38번째 십각수.
- 5669: 747번째 소수.
- 5671: 106번째 삼각수.
- 5674: 62번째 중심있는 삼각수.
- 5677: 44번째 중심있는 육각수.
- 5678 = 2×17×167
- 5683: 748번째 소수.
- 5685: 30번째 십오각수.
- 5687 = 112×47
- 5688: 48번째 칠각수.
- 5689: 749번째 소수.
- 5693: 750번째 소수.

### 5700~5799
- 5700: 연속하는 두 자연수(75, 76)의 곱.
- 5701: 751번째 소수, 133번째 슈퍼 소수.
- 5706: 36번째 십일각수.
- 5711: 752번째 소수, 129번째 소피 제르맹 소수(↔ 11,423).
- 5713: 29번째 십육각수.
- 5717: 753번째 소수.
- 5719: 6번째 차이젤 수.
- 5720: 44번째 팔각수.
- 5725: 54번째 중심있는 사각수.
- 5733 = 32×72×13
  - {\displaystyle 5733=42^{2}+63^{2}}
- 5735: 62번째 오각수.
- 5737: 754번째 소수.
- 5741: 755번째 소수, 130번째 소피 제르맹 소수(↔ 11,483), 41번째 중심있는 칠각수.
- 5743: 756번째 소수.
- 5749: 757번째 소수, 134번째 슈퍼 소수.
- 5760 = 27×32×5
  - 연속하는 세 짝수(16, 18, 20)의 곱, 6부터 12까지 연속하는 네 짝수의 곱.
- 5767: 연속하는 두 소수의 곱.
- 5768: 17번째 트리보나치 수.
- 5775: 9번째 홀수 과잉수(진약수의 합: 6129).
  - 연속하는 두 홀수(75, 77)의 곱.
- 5776 = 24×192 = 762
- 5777: 모든 홀수는 {\displaystyle p+2a^{2}} 꼴로 표현할 수 있다는 데에 대한 가장 작은 반례.
- 5778: 18번째 뤼카 수, 107번째 삼각수.
- 5779: 758번째 소수.
- 5781: 41번째 구각수.
- 5783: 759번째 소수.
- 5791: 760번째 소수.
- 5798: 11번째 모츠킨 수.

### 5800~5899
- 5801: 761번째 소수, 135번째 슈퍼 소수.
- 5807: 762번째 소수, 80번째 안전 소수(↔ 2903).
- 5813: 763번째 소수.
- 5814: 연속하는 세 자연수(17, 18, 19)의 곱.
- 5821: 764번째 소수.
- 5825: 피타고라스 삼조의 빗변의 길이. ({\displaystyle 5825^{2}=1064^{2}+5727^{2}=3976^{2}+4257^{2}})
  - 연속하는 두 팔각수(40, 65)의 제곱합.
- 5827: 765번째 소수.
- 5828 = 22×31×47
- 5830 = 2×5×11×53
  - 4번째 기묘수. 앞의 기묘수는 4030이며, 다음은 7192이다.
- 5832 = 23×36 = 183
- 5839: 766번째 소수.
- 5840: 평년 16년의 날짜.
- 5843: 767번째 소수.
- 5849: 768번째 소수, 131번째 소피 제르맹 소수(↔ 11,699).
- 5851: 769번째 소수, 136번째 슈퍼 소수.
- 5852: 연속하는 두 자연수(76, 77)의 곱.
- 5857: 770번째 소수.
- 5860: 63번째 중심있는 삼각수.
  - {\displaystyle 5860\approx 10^{3}(e+\pi )} (OEIS의 수열 A059742)
- 5861: 771번째 소수.
- 5867: 772번째 소수.
- 5869: 773번째 소수, 137번째 슈퍼 소수.
- 5876: 26번째 이십각수.
- 5879: 774번째 소수, 81번째 안전 소수(↔ 2939).
- 5881: 775번째 소수, 49번째 중심있는 오각수.
- 5886: 108번째 삼각수.
- 5890: 19번째 칠각뿔수.
- 5897: 776번째 소수.

### 5900~5999
- 5901: 21번째 삼십각수.
- 5903: 777번째 소수, 132번째 소피 제르맹 소수(↔ 11,807).
- 5913: 7!까지의 합.
- 5922: 63번째 오각수.
- 5923: 778번째 소수.
- 5927: 779번째 소수, 82번째 안전 소수(↔ 2963).
- 5928: 연속하는 두 짝수 76, 78의 곱.
- 5929 = 72×112 = 772, 49번째 칠각수, 39번째 중심있는 팔각수.
- 5939: 780번째 소수, 83번째 안전 소수(↔ 2969).
- 5941: 55번째 중심있는 사각수, 45번째 중심있는 육각수.
- 5953: 781번째 소수.
- 5967: 39번째 십각수.
- 5980 = 22×5×13×23.
- 5981: 782번째 소수.
- 5984: 32번째 사면체수.
- 5985 = 32×5×7×19
  - 10번째 홀수 과잉수(진약수의 합: 6495), 45번째 팔각수, 35번째 십이각수, 18번째 오포체수.
- 5986 = 2×41×73
- 5987: 783번째 소수.
- 5992: 천각수.
- 5995: 109번째 삼각수, 회문숫자.
- 5999 = 7×857